# 鈴木清 (映画監督)
鈴木 清（すずき きよし、1942年 - ）は、日本の撮影技師、特撮監督、プロデューサー。円谷プロダクション、日本現代企画を経て、創英舎に所属していた。

## 人物
大学時代からプロデューサーシステムの実戦のため、撮影技術を身につけることを意図して、東宝撮影所の特撮班撮影部でアルバイトし、円谷英二の撮影現場に憧れる。
1964年に円谷特技プロダクションに入社。『ウルトラQ』で本編班と特撮班の撮影助手を務め、『ウルトラマン』に特撮班を担当したあと、チーフ撮影助手となり、第24話からは特撮B班として参加。『ウルトラセブン』では特撮、『怪奇大作戦』では撮影技師を担当する。
その後、国際放映のドラマ作品をフリーで担当した後に、『帰ってきたウルトラマン』で円谷作品に復帰する。後に日本現代企画の作品では監督を務める。
映画版平成ウルトラシリーズでは10作品をプロデュースし、カメオ出演している作品も多い。

## 主な作品

### テレビ
- ウルトラシリーズ - 撮影
  - ウルトラQ（1966年） - 本編班・特撮班・撮影助手[2]
  - ウルトラマン（1966年 - 1967年） - 特撮班、チーフ撮影助手、特撮B班[2]
  - ウルトラセブン（1967年 - 1968年） - 特撮[2]
  - ウルトラファイト（1970年 - 1971年）
  - 帰ってきたウルトラマン（1971年 - 1972年）
  - ウルトラマンタロウ（1973年 - 1974年）※第4・5話のみ
  - ウルトラマンレオ（1974年 - 1975年）
- 快獣ブースカ（1966年 - 1967年） - 撮影
- マイティジャック（1968年） - 撮影
- 怪奇大作戦（1968年 - 1969年） - 撮影技師[2]
- 孤独のメス（1969年） - 撮影
- 冬の旅（1971年） - 撮影
- ミラーマン（1971年 - 1972年） - 撮影
- アイアンキング（1972年 - 1973年） - 撮影
- 子連れ狼（1973年） - 撮影
- スーパーロボット レッドバロン（1973年 - 1974年） - 監督
- スーパーロボット マッハバロン（1974年 - 1975年） - 監督
- 少年探偵団（1975年） - プロデューサー
- 火曜日のあいつ（1976年） - 撮影
- 恐竜探険隊ボーンフリー（1977年） - 監督（第14・15話のみ）
- 小さなスーパーマン ガンバロン（1977年） - プロデューサー
- UFO大戦争 戦え! レッドタイガー（1978年） - プロデューサー
- 日曜恐怖シリーズ 怪しの海（1978年） - 撮影
- 西遊記（1978年 - 1979年） - 特撮監督
- 西遊記II（1979年 - 1980年） - 特撮監督
- 土曜ワイド劇場 白い手 美しい手 呪いの手（1979年） - 撮影、特撮監督
- 猿飛佐助（1980年） - 特撮監督
- 黄土の嵐（1980年） - 撮影

### 映画
- 太平洋ひとりぼっち（1964年） - 特撮[2]
- ウルトラシリーズ - プロデューサー
  - ウルトラマンG ゴーデスの逆襲（1990年）
  - ウルトラマンG 怪獣撃滅作戦（1990年）
  - ウルトラマンゼアス（1996年）
  - 甦れ!ウルトラマン（1996年）
  - ウルトラマンカンパニー（1996年）
  - ウルトラニャン 星空から舞い降りたふしぎネコ（1997年）
  - ウルトラマンゼアス2 超人大戦・光と影（1997年）
  - ウルトラニャン2 ハッピー大作戦（1998年）
  - ウルトラマンティガ&ウルトラマンダイナ 光の星の戦士たち（1998年） - チーフプロデューサー
  - ウルトラマンM78劇場 Love & Peace（1999年）
  - ウルトラマンティガ・ウルトラマンダイナ&ウルトラマンガイア 超時空の大決戦（1999年） - チーフプロデューサー
  - ウルトラマンティガ THE FINAL ODYSSEY（2000年） - チーフプロデューサー
  - ウルトラマンコスモス THE FIRST CONTACT（2001年） - チーフプロデューサー
  - 新世紀ウルトラマン伝説（2002年） - 監督
  - ウルトラマンコスモス2 THE BLUE PLANET（2002年） - チーフプロデューサー
    - ウルトラマンコスモス2 THE BLUE PLANET ムサシ（13才）少年編（2002年） - チーフプロデューサー

  - 新世紀2003ウルトラマン伝説 THE KING'S JUBILEE（2003年） - 監督
  - ウルトラマンコスモスVSウルトラマンジャスティス THE FINAL BATTLE（2003年） - チーフプロデューサー
  - ULTRAMAN（2004年） - チーフプロデューサー
  - ウルトラマンメビウス&ウルトラ兄弟（2006年） - チーフプロデューサー
  - 大決戦!超ウルトラ8兄弟（2008年） - チーフプロデューサー
- 勝利者たち（1992年） - プロデューサー

## 出演
- ウルトラマン 第3話「科特隊出撃せよ」（1966年） - ホテルのボーイ[4]
- ウルトラマンティガ THE FINAL ODYSSEY（2000年） - レナの介添え人
- ウルトラマンメビウス&ウルトラ兄弟（2006年） - 作業員
- 大決戦!超ウルトラ8兄弟（2008年） - 日本丸出港式セレモニー出席者[5]